# Smalle Ee

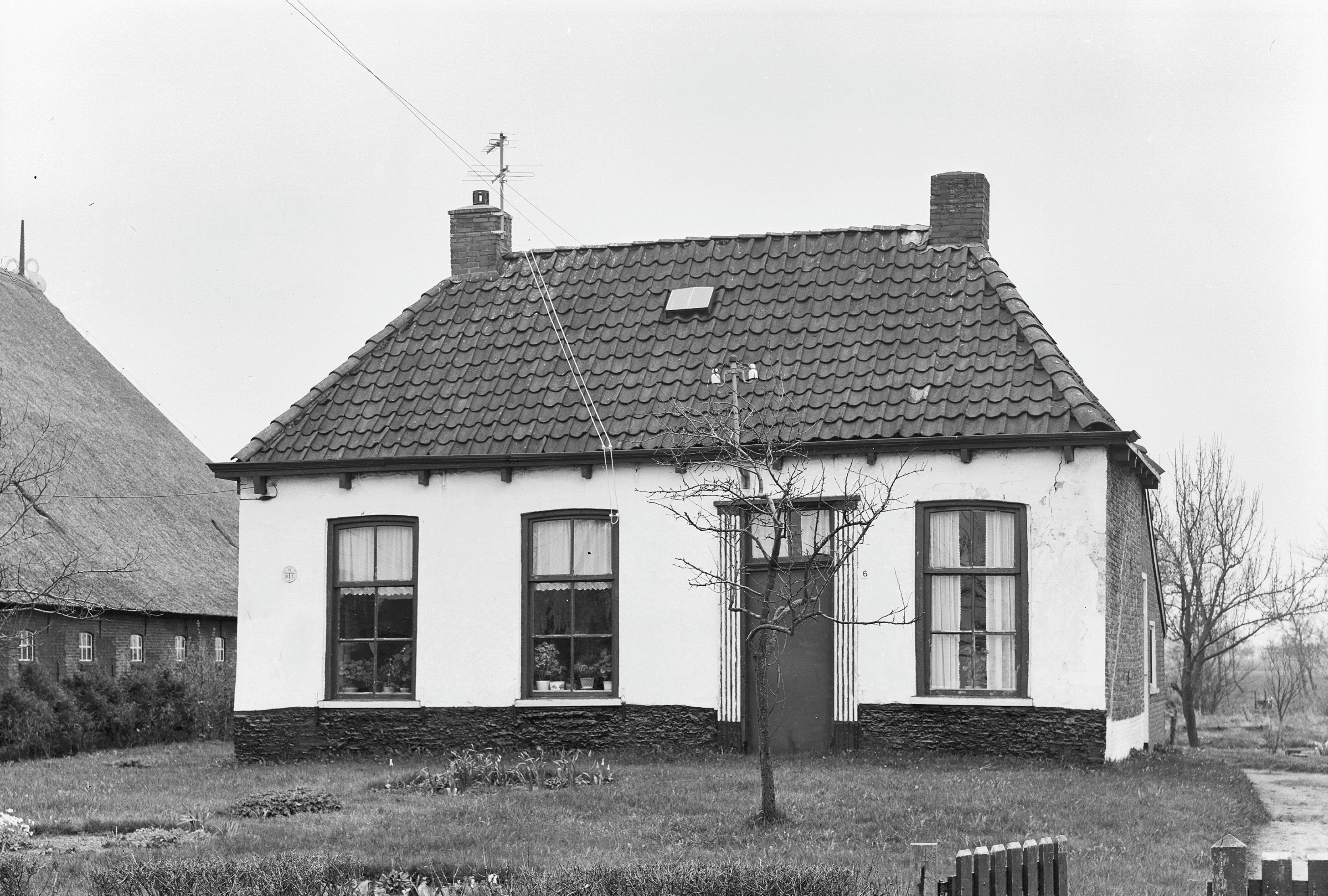

Smalle Ee est un village situé dans la commune néerlandaise de Smallingerland, dans la province de la Frise. Son nom en frison est Smelle Ie. Le 1er janvier 2008, le village comptait 55 habitants.